# سایول
سایول (به مجاری:  Szajol) یک منطقهٔ مسکونی در مجارستان است که در ناحیه سولنوک واقع شده‌است. سایول ۳۶٫۹۷ کیلومتر مربع مساحت و ۳٬۷۲۲ نفر جمعیت دارد.